# Mimoides thymbraeus
Mimoides thymbraeus là một loài bướm thuộc họ Papilionidae. Tên thường gọi là White-crescent Swallowtail. Loài này có ở México to El Salvador và Honduras, ở đó nó is widespread và common.

## Phụ loài
- Mimoides thymbraeus thymbraeus (Boisduval, 1836) (đông nam Mexico to El Salvador và Honduras)[1]
- Mimoides thymbraeus aconophos (Gray [1853]) (western Mexico)[1]